# Манчестърска дребномащабна експериментална машина
Манчестърската дребномащабна експериментална машина (на английски: Manchester Small-Scale Experimental Machine, SSEM, известна и като Baby) е първият в света компютър със запаметена програма. Конструиран е в Манчестърския университет и изпълнява първата си програма на 21 юни 1948 г.
SSEM не е предназначена за пълноценно използване като компютър в днешния смисъл, а за тестване на ранен вид компютърна памет със запаметяващи електроннолъчеви тръби. Макар че е смятана за „малка и примитивна“ за времето си, тя е първата действаща машина, която съдържа всички компоненти на съвременните компютри. След като е демонстрирана приложимостта на конструкцията на SSEM, тя става основа за разработка на по-широко използваема машина – Манчестърски Марк I, която става прототип и на първия търговски компютър с общо предназначение.
SSEM използва 32-битова машинна дума и памет от 32 думи. Проектирана е като възможно най-прост компютър със запаметена програма, със заложени в хардуера операции изваждане и промяна на знака, а останалите аритметични действия се реализират софтуерно. Първата от трите програми, написани за машината, изчислява най-големия делител на 218 (262 144) – изчисление, което отнема дълго време и трябва да демонстрира надеждността на софтуера. Програмата се състои от 17 машинни инструкции и работи в продължение на 52 минути, извършвайки 3,5 милиона операции.